# Solugolo
Solugolo (Solu Golo) ist eine osttimoresische Aldeia im Suco Holsa (Verwaltungsamt Maliana, Gemeinde Bobonaro). 2015 lebten in der Aldeia 754 Menschen.

## Geographie
Solugolo bildet einen schmalen Streifen im Norden des Sucos Holsa. Er gehört zum Süden der Gemeindehauptstadt Maliana. Südlich des Wasserlaufs des Sossos (Sasso) liegt die Aldeia Oplegul. Im Norden grenzt Solugolo an die Sucos Odomau, Lahomea und Raifun. Östlich des  Lale liegt der Suco Tapo/Memo.  Lale und Sosso gehören zum Flusssystem des Nunura.
In Solugolo befinden sich die Polizeistation, die Escola CAFE Maliana/Holsa, die Sekundarschule Dom Martinho da Costa Lopes, eine Filiale der Banco Nacional Ultramarino (BNU) und der Sitz des Verwaltungsamtes Maliana.

## Geschichte
Mehrere Menschen waren nach dem Massaker in der Polizeistation von Maliana am 8. September 1999 aus Maliana nach Holsa geflohen. Bei der Sosso-Brücke (Lage) teilten sie sich in kleinere Gruppen auf. An der Wasserstelle des Dorfes Mulau wurden 13 von ihnen am 9. September von Sergeant indonesischen Miguel Soares erschossen, der sie mit Milizionären zusammen verfolgt hatte. Zwei weitere Männer wurden in Rocon ermordet.

## Politik
2023 wurde Aniceta Soares zur Chefe de Aldeia gewählt.